# Google Daydream
Google Daydream war ein Virtual Reality-Headset für Android-Geräte (ab Android Nougat 7.1). Entwickelt wurde es von Google. Smartphones, die die Anforderungen von Soft- und Hardware erfüllen, werden als Daydream-ready bezeichnet. Im Gegensatz zum Vorgänger, der kostengünstigeren Google Cardboard, steht auch ein längerer und professioneller Gebrauch im Vordergrund. Neben der Software, wurde auch ein eigenes Head-Mounted Display mit einem Controller, die Google Daydream View vermarktet.

## Geschichte
Die Plattform wurde das erste Mal im Mai 2016 auf der Entwicklerkonferenz Google I/O angekündigt. Das erste VR-Headset erschien am 10. November 2016.
Im Januar 2017 wurde das Daydream Programm für alle Entwickler eröffnet.
Auf der CES 2018 wurde das Lenovo Mirage Solo Headset vorgestellt, das kein Smartphone benötigt, sondern die Technik direkt verbaut hat (standalone, vergleichbar mit Oculus Go). Die Markteinführung erfolgte im Mai 2018.
Am 15. Oktober 2019 gab Google bei der Vorstellung des Pixel 4 Smartphones bekannt, dass das Gerät Daydream nicht unterstützt. Bereits beim Pixel 3a fehlte die Unterstützung. Der Verkauf des Daydream View HMD wurde am gleichen Tag eingestellt. Google zertifiziert zukünftig auch keine weiteren Geräte für Daydream mehr.

## Technik

### Headset
Zur Benutzung von Daydream-Anwendungen lässt sich das firmeneigene VR-Headset, die Daydream View, nutzen. Das Headset wurde am 4. Oktober 2016 das erste Mal vorgestellt. Smartphones können in das Headset eingelegt werden, so dass sich mithilfe der Linsen die Inhalte des Smartphones in VR betrachten lassen. Um den Prozess des Anlegens zu vereinfachen, ist ein NFC-Chip integriert. Veröffentlicht wurde das erste Headset am 10. November 2016 zu einem Verkaufspreis von 79 US-Dollar. The Verge lobt, dass das Headset kleiner, konformer, leichter und mobiler als die anderen VR-Headsets ist und sich somit länger tragen lässt. Zudem wird das Design gelobt.
Bei einem 2017 stattfindenden Google Event wurde bekanntgegeben, dass es eine neue Version mit einem überarbeiteten Design, mehr Farbwauswahl, sowie einem erweiterten Sichtfeld geben wird. Die Veröffentlichung erfolgte am 19. Oktober 2017 mit einem angestiegenen Einstiegspreis von 99 US-Dollar. Zudem wurden die Linsen und das Kopfband überarbeitet. Ein Radiator soll dafür sorgen, dass es kühler wird.

### Controller
Im Paket des Headsets ist ein Wireless-Controller enthalten. Der Controller verfügt über Buttons und Bewegungssensoren mit welchen sich unterschiedliche Aktionen ausführen lassen. Die Sensoren werden genutzt um die Richtung und Bewegung des Controllers und Benutzers zu erfassen. Der Controller kann, falls er nicht benutzt wird, im Headset aufbewahrt werden. Zur Verfügung stehen ein Touchpad, zwei kreisförmige Knöpfe (eine als Home-Button und eine für App-Aktionen), zwei Knöpfe zur Regelung der Lautstärke, sowie eine Statusleiste. Aufladen lässt sich der Controller via USB-C. Ein Ladegerät bzw. Kabel ist allerdings nicht im Lieferumfang enthalten und muss extra erworben werden.

### Software
Der VR-Modus erlaubt es Multimedia-Apps in VR zu betrachten und Spiele in VR zu spielen. Partner sind u. a. Netflix und Ubisoft. Der Bewegungsverlauf wird über den Gyroskopsensor des Smartphones abgefragt.

## Kompatibilität
Auf der Entwicklerkonferenz Google I/O gaben die folgenden Entwickler an, an Daydream-ready Geräten zu arbeiten: Samsung, HTC, LG, Xiaomi, Huawei, ZTE, Asus und Alcatel.
Sundar Pichai, CEO von Google erwartete, dass bis Ende 2017 11 Daydream-Ready Smartphones zum Einsatz kommen werden.
Die folgenden Smartphones wurden als Daydream-ready ausgezeichnet:
| Smartphone               | Firma               |
| ------------------------ | ------------------- |
| Pixel und Pixel XL       | Google              |
| Pixel 2 und Pixel 2 XL   | Google              |
| Pixel 3 und Pixel 3 XL   | Google              |
| ZenFone AR               | Asus                |
| Mate 9 Pro               | Huawei              |
| Axon 7                   | ZTE                 |
| Galaxy S8 und S8+        | Samsung Electronics |
| Galaxy Note 8            | Samsung Electronics |
| Galaxy S9 und S9+        | Samsung Electronics |
| LG V30                   | LG Electronics      |
| Moto Z und Moto Z² Force | Motorola            |